# Ибраевка
Ибраевка (баш. Ибраевка) — упразднённая деревня в Караидельском районе Башкирской АССР Российской Федерации. Входила на год упразднения в состав Багазинского сельсовета.
Ныне — туристическая база на берегу Павловского водохранилища.

## Топоним
Прежнее название — Верхние Балмазы, парное к Нижние Балмазы. В 1920-е годы учтена как д. Верхне-Булмазы (Ибраево).

## География
Располагалась на р. Уфа.

### Географическое положение
Расстояние до:
- районного центра (Караидель): 12 км,
- ближайшей ж/д станции (Щучье Озеро): 88 км.

## История
Основана в 1875 башкирами-вотчинниками д. Булмазы (ныне Нижние Балмазы). В 1896 году фиксировалась как выселок Верхние Балмазы.
Существовала до 1980-х годов.

## Население
В 1896 — 26 человек, 1917 — 52, 1920 — 47, в 1939 — 38, в 1959 — 1, в 1979 — 1.

## Инфраструктура
В 1896 — 3 двора, в 1917 — 8, в 1925 — 7.